# Bo Larsson
Bo Göran Larsson, detto Bosse (Malmö, 5 maggio 1944 – Malmö, 18 dicembre 2023), è stato un calciatore svedese, di ruolo centrocampista.

## Biografia
Giocò la maggior parte della sua carriera (durata dal 1962 al 1980) nel Malmö FF, eccetto una parentesi dal 1966 al 1969, in Germania allo Stoccarda. Negli anni di militanza nel Malmö (per cui totalizzò 307 presenze e 119 gol in quindici anni) vinse vari titoli sia a livello di club (in tutto sette edizioni della Allsvenskan e quattro della Coppa di Svezia), sia a livello individuale, divenendo in particolare il primo calciatore a vincere due volte il Guldbollen, titolo di calciatore svedese dell'anno.
Spesso convocato in nazionale, in quattordici anni (dal 1964 al 1978) totalizzò settanta presenze e diciassette reti, partecipando a tre edizioni consecutive dei Mondiali.

## Palmarès

### Club
- Campionato svedese: 7

1965, 1967, 1970, 1971, 1974, 1975, 1977
- Coppa di Svezia: 4

1973, 1974, 1975, 1978

### Individuale
- Calciatore svedese dell'anno: 2

1965, 1973
- Capocannoniere del campionato svedese: 3

1963, 1965, 1970